# Dél-Amerika legforgalmasabb repülőterei utasforgalom alapján
Ez a szócikk Dél-Amerika 25 legforgalmasabb repülőterének listája az utasforgalma alapján. A lista az éves összes utasszám alapján van rangsorolva. A táblázatok az összes utas százalékos változását is mutatják az egyes repülőterek esetében.

## A lista

### 2022
| Helyezés | Ország    | Repülőtér                                              | Kiszolgált város | Utasszám   | Változás százalékban |
| -------- | --------- | ------------------------------------------------------ | ---------------- | ---------- | -------------------- |
| 1        | Kolumbia  | El Dorado nemzetközi repülőtér                         | Bogotá           | 36 478 591 | 55,35%               |
| 2        | Brazília  | São Paulo–Guarulhos nemzetközi repülőtér               | São Paulo        | 34 480 706 | 42,66%               |
| 3        | Peru      | Jorge Chávez nemzetközi repülőtér                      | Lima             | 19 579 837 | 74,57%               |
| 4        | Chile     | Arturo Merino Benítez nemzetközi repülőtér             | Santiago         | 18 519 667 | 86,74%               |
| 5        | Brazília  | São Paulo–Congonhas repülőtér                          | São Paulo        | 18 073 610 | 86,76%               |
| 6        | Brazília  | Brasília nemzetközi repülőtér                          | Brasília         | 13 471 797 | 28,31%               |
| 7        | Kolumbia  | José María Córdova nemzetközi repülőtér                | Medellín         | 13 214 155 | 66,92%               |
| 8        | Argentína | Aeroparque Jorge Newbery                               | Buenos Aires     | 12 833 254 | 183,40%              |
| 9        | Brazília  | Viracopos-Campinas nemzetközi repülőtér                | Campinas         | 11 845 500 | 17,92%               |
| 10       | Brazília  | Santos Dumont repülőtér                                | Rio de Janeiro   | 10 167 951 | 49,54%               |
| 11       | Brazília  | Belo Horizonte nemzetközi repülőtér                    | Belo Horizonte   | 9 537 289  | 38,22%               |
| 12       | Brazília  | Recife/Guararapes–Gilberto Freyre nemzetközi repülőtér | Recife           | 8 725 495  | 15,98%               |
| 13       | Venezuela | Simon Bolivar nemzetközi repülőtér                     | Caracas          | 8 244 064  |                      |
| 14       | Kolumbia  | Alfonso Bonilla Aragón nemzetközi repülőtér            | Cali             | 7 217 373  | 38,48%               |
| 15       | Kolumbia  | Rafael Núñez nemzetközi repülőtér                      | Cartagena        | 7 087 788  | 59,07%               |
| 16       | Brazília  | Salgado Filho Porto Alegre nemzetközi repülőtér        | Porto Alegre     | 6 654 062  | 37,49%               |
| 17       | Argentína | Ministro Pistarini nemzetközi repülőtér                | Buenos Aires     | 6 628 352  | 113,28%              |
| 18       | Brazília  | Rio de Janeiro-Galeão nemzetközi repülőtér             | Rio de Janeiro   | 5 895 257  | TBD%                 |
| 19       | Brazília  | Fortaleza repülőtér                                    | Fortaleza        | 5 778 038  | -9.00%               |
| 20       | Brazília  | Salvador nemzetközi repülőtér                          | Salvador         | 4 857 301  | TBD%                 |
| 21       | Brazília  | Afonso Pena nemzetközi repülőtér                       | Curitiba         | TBD        | 61,43%               |
| 22       | Brazília  | Belém/Val-de-Cans nemzetközi repülőtér                 | Belém            | TBD        | 42,80%               |
| 23       | Brazília  | Hercílio Luz nemzetközi repülőtér                      | Florianópolis    | TBD        | 52,33%               |
| 24       | Brazília  | Eduardo Gomes nemzetközi repülőtér                     | Manaus           | TBD        | 43,86%               |
| 25       | Ecuador   | Mariscal Sucre nemzetközi repülőtér                    | Quito            | TBD        | 69,79%               |